# یواس‌اس دی-۳ (اس‌اس-۱۹)
یواس‌اس دی-۳ (اس‌اس-۱۹) (به انگلیسی: USS D-3 (SS-19)) یک زیردریایی بود که طول آن ۱۳۴ فوت ۱۰ اینچ (۴۱٫۱۰ متر) بود. این زیردریایی در سال ۱۹۱۰ ساخته شد.